# Jürgen Plagemann
Jürgen Plagemann   (Lauenburg d'Elba, 28 de desembre de 1936) és un remer alemany, ja retirat, que va competir durant la dècada de 1960.
El 1964 va prendre part en els Jocs Olímpics d'Estiu de Tòquio, on va guanyar la medalla de plata en la prova del vuit amb timoner del programa de rem.
En el seu palmarès també destaca una medalla d'or al Campionat del món de rem de 1962 i dues medalles d'or al Campionat d'Europa de rem, el 1963 i 1964. També guanyà tres campionats d'Alemanya.